# Escut portuguès
|  | Aquest article tracta de l'antiga moneda portuguesa. Pel que fa a l'escut heràldic portuguès, vegeu Escut de Portugal. |

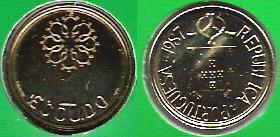
Moneda d'1 escut de 1987

L'escut portuguès (en portuguès escudo português o, simplement, escudo) fou la moneda oficial de Portugal abans de la introducció de l'euro el primer de gener del 1999 i fou retirat de la circulació el 28 de febrer del 2002. El mot portuguès "escudo" fa referència a l'escut heràldic que duien les monedes al revers.
Fou adoptat el 1911, arran de la introducció de la república, en substitució del real (en plural réis), a raó de 1.000 réis per escut. La moneda fraccionària era el centau (centavo), la centèsima part de l'escut, equivalent a 10 réis.
El codi ISO 4217 de l'escut portuguès era PTE. El seu símbol era el cifrão {\displaystyle (\mathrm {S} \!\!\!\Vert )}, similar al símbol del dòlar però amb dues barres verticals en comptes d'una.
Amb l'entrada de Portugal a la zona euro, la taxa de conversió de l'euro fou de 200,482 escuts.
A l'època del canvi a l'euro, el 2002, en circulaven monedes d'1, 5, 10, 20, 50, 100 i 200 escuts i bitllets de 500, 1.000, 2.000, 5.000 i 10.000 escuts. La moneda fraccionària ja havia desaparegut de la circulació feia temps. L'organisme encarregat de l'emissió dels bitllets era el Banc de Portugal (Banco de Portugal), mentre que les monedes s'encunyaven a la Impremta Nacional – Casa de la Moneda (Imprensa Nacional – Casa da Moeda).